# Factor de coagulación XII
El factor de Hageman  es una proteína plasmática perteneciente al grupo de los factores de coagulación. Recibe el nombre sistemático de factor XII. Es una enzima (número E 3.4.21.38) de la clase de las serinas proteasas o serinas endopeptidasa.

## Función
Forma parte de la cascada de la coagulación activando el factor XI y la precalicreina.

Cascada de la coagulación.

## Genética
El gen del factor XII está localizado en el brazo largo del 5.º cromosoma (5q33-qter).